# Isaacus Svenonis Krusenius
Isaacus Svenonis Krusenius, död 27 mars 1667 i Röks socken, var en svensk präst i Röks församling.

## Biografi
Isaacus Svenonis Krusenius prästvigdes 1633 och blev 1635 komminister i Heda församling. Han blev 1655 kyrkoherde i Röks församling. Krusenius avled 27 mars 1667 i Röks socken.
En gravsten finns bevarad över Krusenius och hans hustru i Heda kyrkas vapenhus.

### Familj
Krusenius gifte sig med Elisabet Månsdotter (död 1667).